# Sertularella ampullacea
Sertularella ampullacea är en nässeldjursart som beskrevs av John Fraser 1938. Sertularella ampullacea ingår i släktet Sertularella och familjen Sertulariidae. Inga underarter finns listade i Catalogue of Life.